# Zuludans
Zuludans är en typ av krigsdans som utövades av folkgruppen zulu och i modern tid spritts till många kulturer i östra och södra delarna av Afrika.

## Dansen

### Olika typer av zuludanser
Det finns många olika typer av zuludanser. ”Ingoma” dans är den populäraste typen av zuludans. Innebär att man stampar i takt till musiken och sparkar upp fötterna mot huvudet.
”Indlamu” dansen är den traditionella krigardansen för män. Männen visar muskler och styrka. ”Ingoma” och ”Indlamu” är de typer av zuludanser som dansas mest och oftast på bröllop, men även under andra speciella tillställningar. Dessa två danser är bara två exempel på många fler typer av zuludanser som dansas.

### Musik
Till danserna använder man sig av musik från publiken som sjunger, klappar händer och hejropar eller trummor och visslingar från publik.

### Steg
De flesta zuludanserna går ut på att man står på en linje tillsammans och stampar i marken i takt. Armarna är upplyfta högt och de som är viga kastar upp fötterna över huvudet cirka sex gånger, för att sedan falla ner i spagat och återgå till stampandet.

## Kläder
Den traditionella dansdressen för män är av djurskinn. Kvinnorna bär en dekorerad kjol med lövträd och pärlor. Barnen förväntas inte att täcka sina ”privata delar”, men det gör de vuxna. En ogift kvinna bär inga kläder på överkroppen och får inte ha en kjol med rött på, eftersom den färgen är reserverad för det gifta kvinnorna. Kvinnor som bär kjol av djurskinn visar att de är gravida eller vill bli gravida.